# Brzezie-Huby
Brzezie-Huby – była część wsi Brzezie w Polsce, w województwie wielkopolskim, w powiecie gostyńskim, w gminie Gostyń.
Nazwa została zlikwidowana w 2013 roku.
W latach 1975–1998 miejscowość należała administracyjnie do województwa leszczyńskiego.